# Roy Lopez
Roy Jacob Lopez (Tempe, 7 agosto 1997) è un giocatore di football americano statunitense che milita nel ruolo di defensive tackle per gli Arizona Cardinals della National Football League (NFL).

## Carriera

### Houston Texans
Lopez al college giocò a football all'Università statale del Nuovo Messico e ad Arizona. Fu scelto nel corso del sesto giro (195º assoluto) nel Draft NFL 2021 dagli Houston Texans. Il 7 novembre contro i Miami Dolphins mise a segno un sack sul quarterback Jacoby Brissett e in seguito recuperò un fumble forzato dal compagno Kamu Grugier-Hill. La sua stagione da rookie si chiuse con 16 presenze, 15 delle quali come titolare, 29 tackle e un sack.

### Arizona Cardinals
Il 23 settembre 2023 Lopez firmò con la squadra di allenamento degli Arizona Cardinals, venendo promosso nel roster attivo tre giorni dopo.